# 葉選
葉選（1503年—1584年），字仁夫，號後皋，浙江紹興府餘姚縣人，民籍，明朝政治人物。

## 生平
嘉靖十三年（1534年）甲午科浙江鄉試第二十名舉人。嘉靖十七年（1538年）中式戊戌科會試第二百四十一名，登第二甲第四十六名進士。历官工部主事、员外郎、郎中，二十二年十月以庙建兴工，负责马鞍山发运灰石。

## 家族
曾祖葉詵；祖父葉世榮；父葉景賢，號半軒，贈工部郎中；母史氏；繼母嚴氏。具庆下。